# Настоящие совы (подсемейство)
Настоящие совы (лат. Striginae) — подсемейство птиц семейства совиных, типичные представители семейства.

## Описание
Внешний вид типичен для семейства совиных. Голова округлая, глаза большие. При полете крылья не издают никакого шума. Живут, обыкновенно, на деревьях. 

### Питание
Как и все представители семейства совиных, являются хищниками, поэтому имеют загнутый клюв. Питаются, обыкновенно, мелкими грызунами или птицами.

## Роды
- Филины (Bubo), в этот род также были включены рыбные филины (Ketupa), рыбные совы (Scotopelia) и белая сова (Nyctea)
- Gymnoglaux
- Африканская рогатая неясыть (Jubula)
- Рогатая неясыть (Lophostrix)
- Megascops
- Mimizuku
- Совки (Otus)
- Ptilopsis
- Неотропические совы (Pulsatrix)
- Pyrroglaux
- Неясыти (Strix), в этот род включают род Ciccaba
- †Mascarenotus